# 龍田村 (兵庫県)
龍田村（たつだむら）は、かつて兵庫県に存在していた村である。
1955年に太子町に編入され消滅。現在で言うと龍田小学校区に相当する太子町北部に位置していた。

## 沿革
- 1889年（明治22年）4月1日 - 町村制施行に伴い揖東郡龍田村発足。
- 1896年（明治29年）4月1日 - 揖東郡、揖西郡が合併し揖保郡に。
- 1955年（昭和30年）1月1日 - 太子町に編入して消滅。

昭和の大合併において、揖保郡内では当初林田村、太市村、伊勢村、龍田村の4村合併が検討されたが、太市村は姫路市との合併を選択、林田・伊勢両村が2村合併する運びとなり、龍田村はひとり取り残される形となった。これを受け龍田村は太市村と行動を共にして姫路市にゆくか、太子町との合併を選ぶか複雑な村内事情に置かれたが、大勢は太子町とされた。もっとも太子町側でも庁舎の位置を巡って一部町民に歓迎せぬ向きもあった。